# Máriavölgy (Románia)
Máriavölgy (románul: Valea Mare) falu Romániában, Erdélyben, Beszterce-Naszód megyében.

## Fekvése
Újradna közelében fekvő település.

## Története
Máriavölgy korábban Újradna része volt, 1910-ben 413 lakossal, melyből 199 román, 111 magyar, 98 német volt. 1966-ban 415 lakosából 407 román, 7 magyar volt.
1977-ben 266 lakosa volt, melyből 262 román, 1 magyar, 3 német volt. 1992-ben 289 lakosából 284 német, 3 magyar, 2 német volt. A 2002-es népszámláláskor 342 román lakosa volt.